# Marty Sheller
Martin „Marty“ Sheller (* 15. März 1940 in Newark, New Jersey; † 17. September 2022) war ein US-amerikanischer Latin-Jazz-Musiker (Trompete, Arrangement, Komposition), der vor allem durch seine langjährige Arbeit mit Mongo Santamaría bekannt wurde.

## Leben und Wirken
Sheller spielte zunächst Snare Drum, bevor er zur Trompete wechselte; im Sommer 1958 hatte er seinen ersten professionellen Auftritt in einem Hotel in den Catskill Mountains. Anschließend spielte er bei Hugo Dickens in New York, dann in der Latin-Band von Louie Ramirez und einer weiteren Band, in der er den Perkussionisten Frank Malabé kennenlernte, den Sheller als seinen Haupteinfluss bezeichnete. Anschließend arbeitete er bei Sabu Martinez, mit dessen Band erste Aufnahmen entstanden (Sabu's Jazz Espagnole). 1961 lernte er Mongo Santamaria kennen, mit dem er dessen Latin-Jazz-Komzept mit einer Bläsergruppe aus Trompete, Alt- und Tenorsaxophon ausformte. Einer der bekanntesten Titel dieser Zusammenarbeit war Herbie Hancocks Watermelon Man, der als Single erschien.  Das von Sheller produzierte Santamaria-Album Amanecer gewann 1977 einen Grammy als bestes Latin-Album. Sheller schrieb für die Santamaria-Band zahlreiche Titel wie „Afro Lypso“, „Bossa-Negra“, „Get the Money“, „Hammer Head“ und „Odd Clothes“.
Neben der Arbeit bei Santamaria wirkte er (vor allem als Arrangeur) in den 1960er-Jahren auch bei Aufnahmen von Bobby Capers, Dave Pike, George Benson, Shirley Scott, in den 1990er- und 2000er-Jahren auch von Idris Muhammad, Giovanni Hidalgo, Manny Oquendo, Conexión Latina und Tito Puente mit. Ende der 2000er-Jahre nahm Sheller mit eigenem Ensemble (mit Chris Rogers, Joe Magnarelli, Sam Burtis, Bobby Porcelli, Bob Franceschini, Oscar Hernández, Ruben Rodriquez, Vince Cherico, Steve Berrios unter eigenem Namen auf (Why Deny). Im Bereich des Jazz war er von 1960 bis 2010 an 51 Aufnahmesessions beteiligt, zuletzt mit Joe Magnarelli. als Arrangeur auch mit Willie Colón, Joe Bataan, Rubén Blades, Larry Harlow, Ismael Miranda, Héctor Lavoe, Jon Faddis, Steve Turre, T. S. Monk und David Byrne. Er betätigte sich ferner als Autor.